# Waghäusel
Waghäusel is een plaats in de Duitse deelstaat Baden-Württemberg, gelegen in het Landkreis Karlsruhe. De stad telt 21.079 inwoners.

## Geografie
Waghäusel heeft een oppervlakte van 42,84 km² en ligt in het zuidwesten van Duitsland.

## Geboren
- Lars Stindl (26 augustus 1988), voetballer

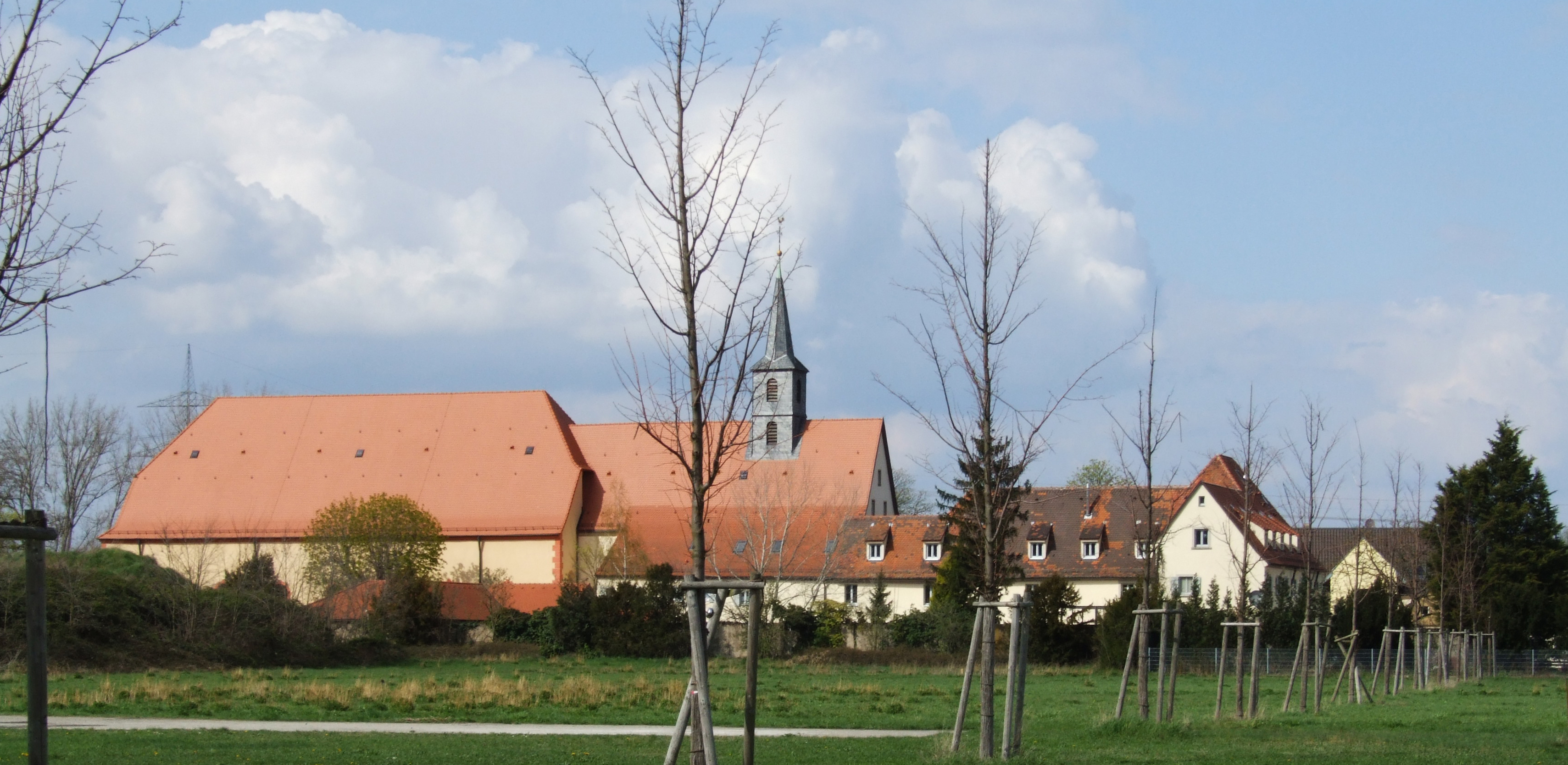
Marienwallfahrtskirche Waghäusel

Bad Schönborn ·
Bretten ·
Bruchsal ·
Dettenheim ·
Eggenstein-Leopoldshafen ·
Ettlingen ·
Forst ·
Gondelsheim ·
Graben-Neudorf ·
Hambrücken ·
Karlsbad ·
Karlsdorf-Neuthard ·
Kraichtal ·
Kronau ·
Kürnbach ·
Linkenheim-Hochstetten ·
Malsch ·
Marxzell ·
Oberderdingen ·
Oberhausen-Rheinhausen ·
Östringen ·
Pfinztal ·
Philippsburg ·
Rheinstetten ·
Stutensee ·
Sulzfeld ·
Ubstadt-Weiher ·
Waghäusel ·
Waldbronn ·
Walzbachtal ·
Weingarten (Baden) ·
Zaisenhausen